# César Peixoto
Paulo César Silva Peixoto (Guimarães, 12 maggio 1980) è un allenatore di calcio ed ex calciatore portoghese, di ruolo difensore, tecnico del Gil Vicente.

## Palmarès

### Giocatore

#### Competizioni nazionali
- Campionato portoghese: 4

Porto: 2002-2003, 2003-2004, 2005-2006
Benfica: 2009-2010
- Supercoppa di Portogallo: 2

Porto: 2003, 2004
- Coppa del Portogallo: 1

Porto: 2003-2004
- Coppa di Lega portoghese: 1

Benfica: 2009-2010

#### Competizioni internazionali
- Coppa UEFA: 1

Porto: 2002-2003
- UEFA Champions League: 1

Porto: 2003-2004